# Emil Bodenstab
Emil Bodenstab (* 20. Juli 1856 in Calvörde; † 23. August 1924 in Braunschweig) war ein Apotheker und Heimatforscher.

## Leben

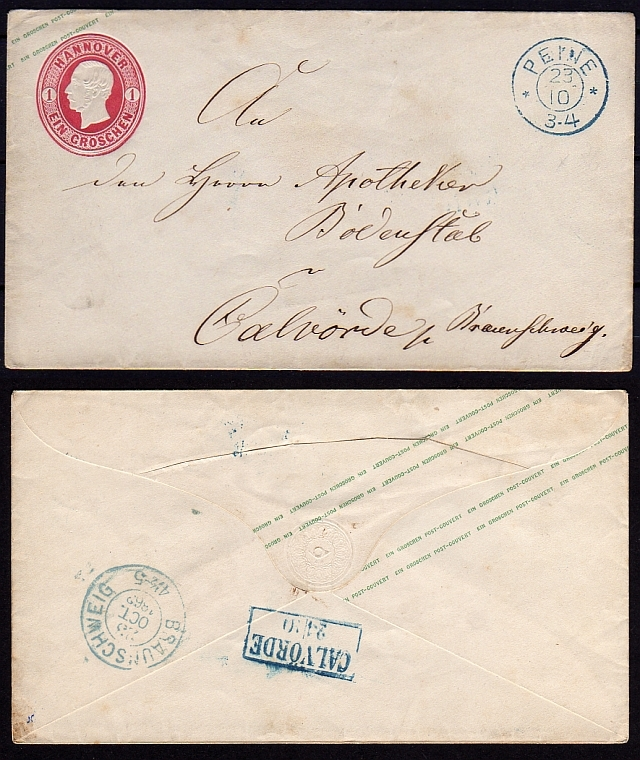
Brief an Bodenstab

Emil Bodenstab wurde als Sohn des Apothekenbesitzers Friedrich Wilhelm Bodenstab in Calvörde geboren. Er besuchte die dortige Volksschule, dann die Gymnasien in Clausthal und Helmstedt.
Nach der Erlangung der Reife wandte er sich dem Apothekerberuf zu. Im Jahr 1875 trat er bei seinem Vater in die Lehre ein und vollendete sie bei seinem Onkel in Hildesheim. 1885 heiratete er die Tochter des Oberbürgermeisters von Göppingen und kehrte nach Calvörde zurück, wo ihm sein Vater die Löwen-Apotheke übergab.
Bodenstab war ein wissensdurstiger Mann. Auf zahllosen Wanderungen erforschte er die Pflanzenwelt seiner Heimat im Ohretal, so dass er bald zu deren Kennern gehörte. Er widmete sich den Naturwissenschaften und der Heimatforschung. 1913 verlegte er seinen Wohnsitz nach Braunschweig, wo er weiter naturwissenschaftlich forschte und als Bibliothekar im Verein für Naturwissenschaften und als Fahrtenwart im Harzklub Braunschweig tätig war. Die von ihm angelegten Sammlungen in Magdeburg und Braunschweig wurden im Zweiten Weltkrieg weitgehend vernichtet. In Braunschweig verstarb er am 23. August 1924.